# Premiul Wolf
Premiul Wolf este un premiu internațional de performanță și realizări deosebite în agricultură, chimie, matematică, medicină, fizică și arte. Acest premiu, care concurează cu Premiul Nobel este acordat de către Knesset (parlamentul israelian) din fondurile Fundației Wolf din Israel, fondată de inventatorul și cel ce a fost ambasadorul Cubei în Israel, Dr. Ricardo Wolf. 

## Fundația Wolf
Fundația Wolf (1976), care are un statut de organizație neprofitabilă  și-a început activitatea cu un capital inițial de 10 milioane $, proveniți, în majoritate, din donația familiei Francisca și Dr. Ricardo Wolf, ctitorii acestei fundații.
Câștigul anual rezultat din investirea acestui fond este distribuit ca premii în cadrul Premiului Wolf (fiecare premiu revine la circa 100 000 $), diferite burse școlare și spezele de activitate ale fundației.
Activitatea Fundației Wolf se bizue pe o lege specială votată în Knesset, Legea Fundației Wolf - 1975, care stipulează numirea Ministrului Educației și Culturii ca Director General al Comitetului de Conducere al fondului, iar activitățile financiare sunt controlate de Controlorul de Stat al Israelului. Toată conducerea fondului, membrii Comitetului de Conducere, membrii juriului de acordare a premiilor, controlorul intern activează voluntar și neretribuit. Această lege scutește de taxe și impozite premiile și stipendiile acordate.

### Scopurile Fundației Wolf
1. Acordarea de premii unor oameni de știință și de artă din toată lumea, independent de naționalitate, rasă, culoare, religie, sex, sau vederi politice - pentru întărirea bunelor relații de prietenie și colaborare între popoare;
2. Stipendierea elevilor și studenților și sponsorizarea cercetătorilor din institutele israeliene de studii superioare.

### Consiliul de administrație în 2022
Itzhak Herzog, președintele Israelului
Președintă: Dr.Ifat Shasha-Biton, ministrul educației al Israelului
Președinte activ: Prof.Dan Schechtman. inginer și profesor de știința materialelor, Technion - Institutul Tehnologic al Israelului, Haifa
Președinte al Consiliului de Administrație (din 2009): Zeev Meir Abelesz - fost inspector al băncilor la Banca Israel și fost director al băncii Igud, Tel Aviv, Israel.
Directoare executivă: Reut Inon Berman, Universitatea Ebraică din Ierusalim
Directoare: Dr.Talia Aharoni - specialistă în administrație, Tel Aviv, Israel.
Director: David Lindner - Londra, Regatul Unit.
Directoare: Dalia Rabin - avocată, politiciană, activistă pe tarâm obștesc, Tel Aviv, Israel.
Membru:Prof.Ehud Keinan, chimist, profesor emerit la Facultatea de chimie, Technion, Haifa
Membră:Idith Zvi - pianistă, Școala de muzică Mehta-Buchmann, Universitatea Tel Aviv
Membru:Prof.Hagai Netzer, astrofizician, profesor emerit la Universitatea Tel Aviv
Membră:Dr.Zipi Landau , specialistă în artă și istoria artelor, directoarea liceului Allon din Ramat Gan
Membru:Dr.Sefi Hendler, istoric al artelor și ziarist, directorul Galeriei universitare Genia Schreiber, fost sef al disciplinei istoria artelor la Universitatea Tel Aviv
Membră:Dr.Hannah Kanety, șefa laboratorului de endocrinologie, Centrul Medical Sheba, Tel-Hashomer;
Membru:Arhitect Amnon Rechter, Tel Aviv
Membru:Prof.Alexander Levitzki, biochimist , profesor emerit de biochimie, Universitatea Ebraică din Ierusalim
Membru:Prof.Michael Lin, matematician, profesor emerit la Universitatea Neghevului din Beer Sheva
Membru:Prof.Ronnie Friedmann , inginer cibernetician, director general al Apple-Israel
Membră:Dr.Osnat Luxenburg, directoare a departamentului de tehnologii medicale, informații și cercetare la Ministerul Sănătății al Israelului
.

### Alegerea laureaților

#### Domeniile de activitate
Pentru a fi nominalizat, candidatul trebue să se remarce intr-unul din următoarele cinci domenii stiințifice: agricultura, chimia, matematica, medicina și fizica, sau intr-una dintre următoarele arte: arhitectura, muzica, pictura și sculptura.

#### Cine poate propune candidați la premiu
Propunerea candidatului se face folosind formularul și foaia de instructaj livrate de Fundație.
Sunt acceptate propunerile de candidatură  care vin din partea, sau sunt susținute de următorii:
-Președintele Academiei Naționale din țara respectivă.
-Rectorii unor universități recunoscute.
-Directorii unor institute de cercetări recunoscute.
-Decani, sau șefi de departement în domeniile științifice ca mai sus, de la facultăți, sau institute recunoscute.
-Directorii unor instituții, sau asociații recunoscute din domeniul artelor, conservatorii de muzică, muzee de artă.
-Laureați ai Premiului Wolf - exclusiv în domeniul în care au fost premiați.
-Renumiți oameni de stiință și artă care au fost invitați de Fundație să propună candidați.

#### Limitări
Regulile Fundației Wolf impun următoarele limitări:
-O persoană nu se poate autopropune.
-Premiul este acordat persoanelor, nu instituțiilor.
-Nu se acordă premii în lipsa laureatului, prezența personală la ceremonia de înmânare este obligatorie.

#### Data limită de primire a candidaturilor
Formularele candidaturilor trebue să parvină până la data de 31 august. Cele sosite ulterior vor putea fi luate în considerație pentru anul următor.

## Metoda de decernare
Knessetul desemnează o comisie de specialiști de mare notorietate care alege din lista de candidați și propune - cu o serioasă fundamentație - pe premianți. Knessetul definitivează această alegere, iar premiile sunt înmânate în mod festiv, de câtre Președintele Israelului și ministrul educației și culturii.
Începând din anul 1978, cinci sau șase premii sunt decernate anual artiștilor și oamenilor de știință în viață, fară deosebire de naționalitate, rasă, culoare, sex sau opinii politice, pentru realizări în interesul umanității și prieteniei între popoare. Fiecare permiu constă într-o diplomă și 100.000 de dolari.
Domeniile științifice care se premiază sunt: agricultura, chimia, matematica, medicina și fizica. 
  Premiul pentru artă se acordă prin rotație pentru: arhitectură, muzică, pictură sau sculptură.
Premiile Wolf pentru fizică și chimie sunt considerate cele mai prestigioase  din aceste domenii după Premiul Nobel  Arhivat în 17 februarie 2012, la Wayback Machine. 

În medicină, premiul este probabil al treilea ca prestigiu, după premiul Nobel și Premiul Lasker. În matematică, pentru care nu există premiul Nobel, premiul Wolf este al doilea, ca prestigiu, după Medalia Fields.

### Ceremonia de decernare
Ceremonia de decernare are loc la Palatul Knessetului, în Ierusalim. Diplomele sunt înmânate laureaților de câtre Președintele Staului Israel, în prezența Președintelui Knessetului, Ministrul Educației și Culturii, Directorul și membrii consiliului de direcție al Fundației Wolf, reprezentanți ai presei, universităților, etc.
Fiecare laureat ține un scurt discurs de acceptare.
Ceremonia este în limba ebraică, cu traducere simultană în engleză.